# Agelasta transversefasciata
Agelasta transversefasciata là một loài bọ cánh cứng trong họ Cerambycidae.